# Prim-ministrul Bulgariei
Prim-ministrul Bulgariei (în bulgară Министър-председател, transliterat: Ministăr-predsedatel) este șeful guvernului Bulgariei. El este liderul unei coaliții politice din parlamentul bulgar – cunoscut sub numele de Adunarea Națională a Bulgariei (Народно събрание, Narodno săbranie) – și liderul cabinetului.